# Суперкубок Словаччини з футболу 2007
Суперкубок Словаччини з футболу 2007 — 10-й розіграш турніру. Матч відбувся 7 липня 2007 року між чемпіоном Словаччини Жиліна та володарем кубка Словаччини клубом ВіОн (Злате Моравце). 
| Володар Суперкубка Словаччини 2007 |
| ---------------------------------- |
|                                    |
| Жиліна Третій титул                |

## Матч

### Деталі
| 7 липня 2007 |

| Жиліна | 1:1 пен. 5:4 | ВіОн (Злате Моравце) |
| ------ | ------------ | -------------------- |
|        |              |                      |

| Народний тренувальний центр, Сенець |